# Feurs
Feurs là một xã trong tỉnh Loire miền trung nước Pháp.

## Geography
The river Lignon du Forez flows into the Loire in the commune.